# 2786 Grinevia
2786 Grinevia este un asteroid din centura principală, descoperit pe 6 septembrie 1978 de Nikolai Cernîh.